# Senecio belbeysius
Senecio belbeysius Delile – gatunek rośliny z rodziny astrowatych (Compositae Gis.). Występuje endemicznie w Egipcie.

## Biologia i ekologia
Występuje powszechnie na polach uprawnych w dwóch siedliskach w okolicy Bilbajs.
Roślina wykazuje wysoki potencjał alergenów.